# جيسون سيلفا
جيسون سيلفا (بالانجليزيه:Jason Luis Silva) هو مقدم برامج أمريكي محترف ومتحدث رسمي ولد في كاراكاس، فنزويلا يوم(6 فبراير 1982) ويعيش الآن في لوس أنجلوس، كاليفورنيا ونيويورك فهو يحب التنقل
جيسون سيلفا يحمل شهاده في الفلسفة وإنتاج الافلام من جامعة ميامي وقد كانت بداية نشاطة مع ماكس لاغفير في دور تجريبي له في شريط فيديو وثائقي اسمه "القوام من الأنانية"

## وصلات خارجية
- الموقع الرسمي على الإنترنت جيسون سيلفا
- قناة يوتيوب جيسون سيلفا
- فيميو جيسون سيلفا
- جيسون سيلفا على موقع IMDb (الإنجليزية)
- جيسون سيلفا على موقع قاعدة بيانات الفيلم (الإنجليزية)